# 諏訪 (八戸市)
諏訪（すわ）は、青森県八戸市の町名の一つ。諏訪一丁目から三丁目までが設置されている。郵便番号031-0803。

## 地理
八戸市の中央部の新井田川左岸に位置し、北に小中野、新井田川を越えて東に新井田、南に類家、西に青葉と接する。
鉄道の駅は無い。幹線道路は、国道45号（八戸バイパス）、市道3・4・8街路（柳橋通り）が通る。
国道45号線沿道と柳橋通り沿いには商業施設が立地している。地内には、青森県立八戸中央高等学校がある。

## 世帯数と人口
2017年（平成29年）4月30日現在の世帯数と人口は以下の通りである。
| 丁目       | 世帯数    | 人口    |
| ---------- | --------- | ------- |
| 諏訪一丁目 | 318世帯   | 756人   |
| 諏訪二丁目 | 612世帯   | 1,341人 |
| 諏訪三丁目 | 515世帯   | 1,052人 |
| 計         | 1,445世帯 | 3,149人 |

## 歴史
- 1973年（昭和48年） 地内の区画整理事業が始まる
- 1976年（昭和51年） 住居表示により諏訪一～三丁目が設置される。
- 1979年（昭和54年） 青森県立八戸中央高等学校が地内に移転

### 町名の変遷

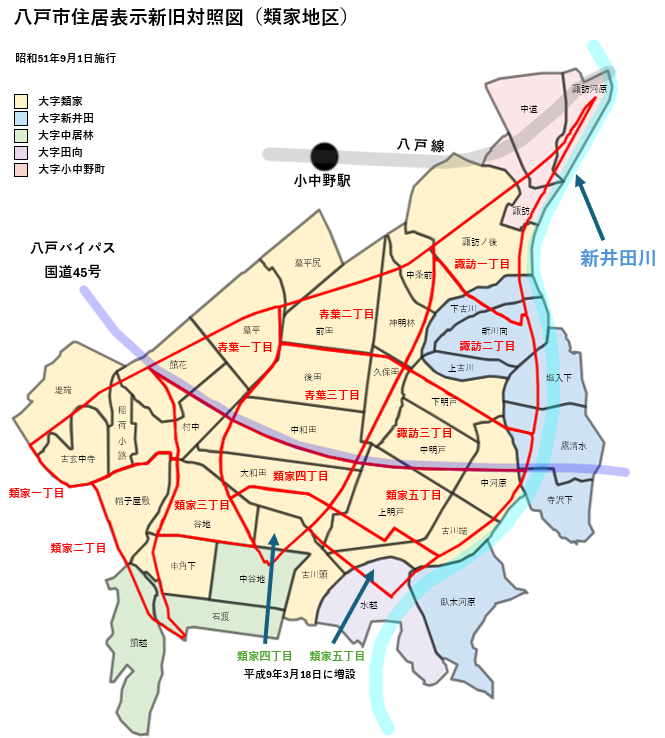
八戸市類家地区での住居表示における新旧対照図。

| 実施後     | 実施年月日   | 実施前（記載が無い字はその一部）                                                                   |
| ---------- | ------------ | -------------------------------------------------------------------------------------------------- |
| 諏訪一丁目 | 1976年9月1日 | 大字類家字諏訪ノ後、大字新井田字下古川、新川向、大字小中野町字諏訪、中道、諏訪河原                 |
| 諏訪二丁目 | 1976年9月1日 | 大字類家字中条前、神明林、下明戸、中河原、大字新井田字上古川の全部、下古川、新川向、塩入下、鷹清水 |
| 諏訪三丁目 | 1976年9月1日 | 大字類家字久保田、下明戸、中明戸、上明戸、中和田、中河原、大字新井田字塩入下、鷹清水               |

## 施設

### 教育
- 青森県立八戸中央高等学校

### 公園・社寺
- 類家中央第4号公園
- 類家中央第5号公園
- 類家中央第6号公園
- 諏訪神社
- 諏訪緑地（新井田川左岸）

### 商業
- シダックス 八戸諏訪クラブ
- 玉姫グループ本社 諏訪会館

## 参考資料
1. 1 2  八戸市 (2017年4月30日). “八戸市人口データ（平成29年度）”.   八戸市. 2017年6月1日閲覧。
2. ↑  “市外局番の一覧”.   総務省. 2017年5月29日閲覧。